# 灵山岛
灵山岛，古称灵山、水灵山、水灵山岛，是中华人民共和国黄海西北部近岸的一座海岛，由青岛市黄岛区灵山卫街道管辖。

## 名称由来
据《灵山卫志》载：“其南一望无际者海也，有山涌出其间，伊若翠屏天开者灵山也。”又据《名胜志》载：“未雨而云，先日而曙，若有灵焉”，故名灵山岛。

## 历史
灵山岛自古以来便是渔船避风之所。在战国时期就已成为齐国的海上运输咽喉。在1980年代初期，灵山岛西部的沙嘴子村就出土了西周时期的铜鼎，铜锛和陶垒等文物。《胶州志》记载，灵山岛“多竹木，居民数十家，鸡犬桑麻，以樵苏为生。”明朝初年设立灵山卫（现灵山卫街道所在地），灵山岛则在其管辖范围之内，一些来自四川省的王姓移民也在同一时期迁居于此。

## 地理
灵山岛最高峰歪头顶海拔513.6米，是中国北方第一高岛。岛上山峰四面陡峭，不易攀登，只有岛西一面地势较为倾斜。在城子口以东，群峰高耸，丛山林立，有前阳山、象鼻山、望海楼山等山峰。曾被誉为胶州八景之一——“灵岛浮翠”。当地有“灵山岛戴帽，大雨三两天到。”故对岛民及对岸百姓来说，只要看到灵山岛上云雾罩顶，即知此为降雨先兆。

## 交通
岛上有环岛公路，对外唯一交通方式为水路运输。渡船一般从积米崖码头到达灵山岛城子口码头。